# 東京都立篠崎高等学校
東京都立篠崎高等学校（とうきょうとりつ しのざきこうとうがっこう）とは、東京都江戸川区東篠崎一丁目にある都立高等学校。

## 沿革
- 1977年4月　江戸川区民の高校として開校

## 高大連携
- 平成21年度は4大学（聖徳大学、立正大学、千葉商科大学、東洋大学）との連携を図っている。現在は図っていない

## 行事
- 体育祭 - 5月下旬
- 篠高祭 - 9月下旬

## 部活動

### 運動部
- 自然科学部
- 剣道部
- サッカー部
- バドミントン部
- バレーボール部（男子・女子）
- バスケットボール部（男子・女子）
- 柔道部
- 硬式野球部
- テニス部（男子・女子）
- 卓球部
- ダンス部
- 陸上部

近年は硬式野球部の活躍が目立つようになった。平成26年度秋季東京都高等学校野球大会でベスト8、平成27年度の第97回全国高等学校野球選手権大会東東京大会では都立勢唯一のベスト4にまで勝ち残り、「新・都立の星」と呼ばれるまでになっている。

### 文化部
- 自然科学部
- 演劇部
- 吹奏楽部
- 茶道華道部
- イラスト部
- マルチメディア部
- 軽音楽部
- 料理部
- 美術部
- ファッションデザイン部

## 交通
出典 : 
| 乗車駅               | 系統               | 下車停留所                        | 運行事業者 |
| -------------------- | ------------------ | --------------------------------- | ---------- |
| 新小岩駅             | 新小21             | 「江戸川スポーツランド」、徒歩2分 | ■京成      |
| 小岩駅               | 小72・小73・小76   | 「江戸川スポーツランド」、徒歩2分 | ■京成      |
| 南行徳駅             | 瑞75               | 「江戸川スポーツランド」、徒歩2分 | ■京成      |
| 一之江駅または瑞江駅 | 小72（篠崎駅経由） | 「スポーツランド入口」、徒歩5分   | ■京成      |

## 著名な出身者
- 小林聡美 - 女優
- 松坂恭平 - 野球選手（兄はプロ野球選手の松坂大輔）
- MIKU - ラッパー(元YA-KYIM)
- ゆめちゃん - お笑い芸人